# Übersbach
Übersbach là một đô thị thuộc huyện Fürstenfeld bang Steiermark, nước Áo. Đô thị Übersbach có diện tích 15,14 km², dân số thời điểm cuối năm 2008 là 1195 người.
Bản mẫu:Đô thị của Fürstenfeld